# Гольдшмидт, Элизабет
Элизабет Гольдшмидт (ивр. אלישבע גולדשמידט‎; 22 сентября 1912, Франкфурт-на-Майне, Пруссия — 6 мая 1970) — израильский генетик немецкого происхождения, основательница программы генетики в Еврейском университете в Иерусалиме. Её называют «матерью-основательницей сферы генетики в Израиле».

## Ранние годы и образование
Гольдшмидт родилась под именем Элизабет Векслер в ортодоксальной еврейской семье во Франкфурте, Германия, 22 сентября 1912 года. Она начала изучать медицину во Франкфуртском университете в 1932 году, но после того, как в следующем году к власти в Германии пришёл Гитлер, она бросила учёбу и переехала в Лондон, Англия. Там она продолжила изучать ботанику и зоологию, получив степень бакалавра наук в 1936 году. Затем она эмигрировала в Иерусалим со своим мужем Иосифом Гольдшмидтом. Она получила докторскую степень в Еврейском университете в Иерусалиме в 1942 году с диссертацией на тему «Цитологические исследования хирономид».

## Карьера
После получения докторской степени в Еврейском университете в Иерусалиме Гольдшмидт стала там младшим ассистентом кафедры зоологии. В 1950 году её повысили до преподавателя генетики в университете, и в том же году она получила стипендию Американской ассоциации женщин с высшим образованием. Эта стипендия позволила ей на год поехать в Соединённые Штаты, где Гольдшмидт работала в лабораториях Феодосия Добжанского и Курта Штерна. Вернувшись в Еврейский университет в Иерусалиме в 1951 году, она возобновила свои исследования в области генетики и начала преподавать этот предмет студентам-медикам. В 1961 году вместе с Хаимом Шибой и Рафаэлем Фальком она организовала конференцию по генетике человеческой популяции, а к 1963 году вместе со своими студентами основала лабораторию генетики (позже кафедру генетики) в Еврейском университете. Она также работала с Тирзой Коэн над созданием первой клиники генетической консультации в Израиле в больнице Хадасса.

## Исследования
В начале своей карьеры Гольдшмидт сосредоточила свои исследования на адаптации некоторых организмов к условиям экстремальной солёности. Позже она начала исследовать популяционную генетику мух-дрозофил. Она изучила технику бумажной хроматографии, посетив лабораторию Эрнста Хадорна в 1953 году, и применила её в своих исследованиях. Она также интересовалась исследованием генетической основы заболеваний человека, таких как болезнь Тея — Сакса.

## Личная жизнь и смерть
У Элизабет Гольдшмидт и её мужа Иосифа Гольдшмидта были сын Элиезер Гольдшмидт и дочь Емима Бен-Менахем. Элизабет покончила жизнь самоубийством 6 мая 1970 года.